# Banjaran (Bojongsari)
Banjaran is een bestuurslaag in het regentschap Purbalingga van de provincie Midden-Java, Indonesië. Banjaran telt 5229 inwoners (volkstelling 2010).